# Ford Performance Vehicles
Ford Performance Vehicles (FPV) ist die im Jahr 2002 ins Leben gerufene Tuning-Abteilung der australischen Ford-Niederlassung. 2014 wurde die Marke FPV eingestellt, zwei Jahre bevor Ford die Produktion der australischen Modelle aufgab.

## Geschichte
Die Wurzeln von FPV reichen bis in das Jahr 1991 zurück, als sich Ford Australien und die Firma Tickford zusammentaten, um leistungsgesteigerte örtliche Ford-Modelle anzubieten. Das Ergebnis dieser Kooperation waren die ersten Ford Falcon XR6- und XR8-Modelle. Im Jahr 2000 kam es zur Gründung der Firma FTE (Ford-Tickford-Experience), mit der Ford den erfolgreichen HSV-Modellen auf Holden-Basis entgegentreten wollte.
Die FTE-Modelle (namentlich die T-Serie) fanden viel Beifall, verkauften sich aber in geringerer Stückzahl als vom Werk erwartet. Daraufhin gründete Ford 2002 mit FPV eine eigene Tuning-Abteilung, der Name Tickford verschwand.
Mit FPV gelang der Angriff auf HSV; der Absatz stieg stetig und übertraf schließlich 2006 die HSV-Zahlen. Die FPV-Fahrzeuge werden von der australischen Fachpresse hoch gelobt, und der FPV F6 Typhoon wurde von der Fachzeitschrift Motor zum Australischen Performance-Auto des Jahres 2006 ernannt.

## Modelle
Die meisten von FPV angebotenen Autos basierten auf dem australischen Ford Falcon, einer Limousine der gehobenen Mittelklasse, samt deren Ute-Version (Pickup); der Radstand betrug bei der Limousine 2821, beim Ute 3095 mm. Dem Antrieb dienten ein turbogeladener Reihensechszylinder oder ein V8.

### Modelljahr 2004: Serie BA
Angeboten wurden:
- GT (Limousine)
- GT-P (Limousine)
- Pursuit (Ute)

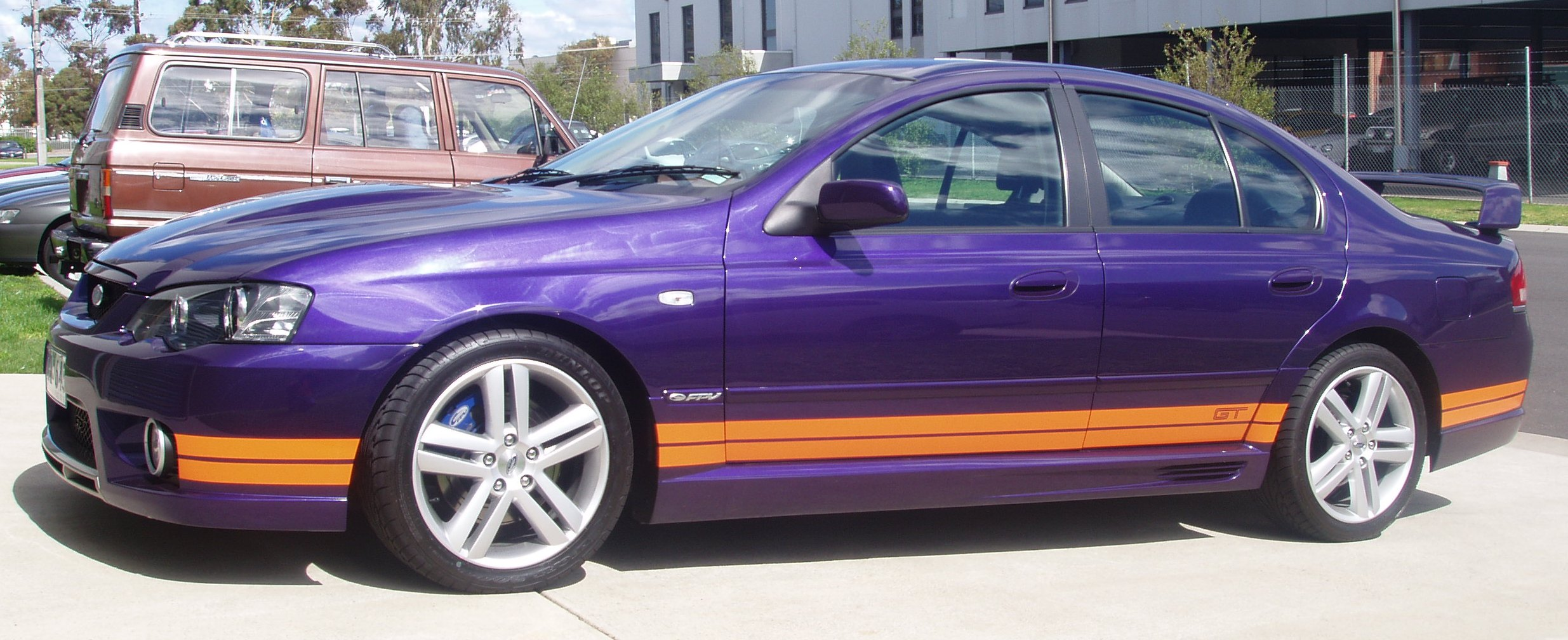
FPV GT

Günstigstes Modell war der AU$ 59.850 (etwa 37.000 €) teure GT, zu dessen Ausstattung 18-Zoll-Räder, Stoff- oder Ledersitzbezüge, Klimaanlage und zwei Airbags zählten. Darüber rangierte der GT-P mit einem Preis von AU$ 69.850 (ca. 43.000 €) mit speziellen 18-Zoll-Räder im Mehrspeichendesign, Sportsitzen, vier Airbags, Klimaautomatik und Brembo-Bremsanlage. Beim Pursuit handelte es sich um die Ute-Ausführung, deren Ausstattung der des GT entsprach.
Alle drei Modelle wurden von einem Boss 290 genannten V8 angetrieben, einer Variante des 5,4-Liter-Motors von Ford USA mit vier obenliegenden Nockenwellen und dem Vierventilkopf aus dem Ford Mustang Cobra R. Er leistete 290 kW (389 hp) bei 5500/min und bot ein maximales Drehmoment von 520 Nm bei 4500/min. Für die Kraftübertragung sorgte eine Viergangautomatik mit Tiptronic-Modus (von Ford Sequential Sports Shift genannt) oder ein Tremec-Fünfganggetriebe vom Typ TR3 650.

### Modelljahr 2005: Serie BA MkII

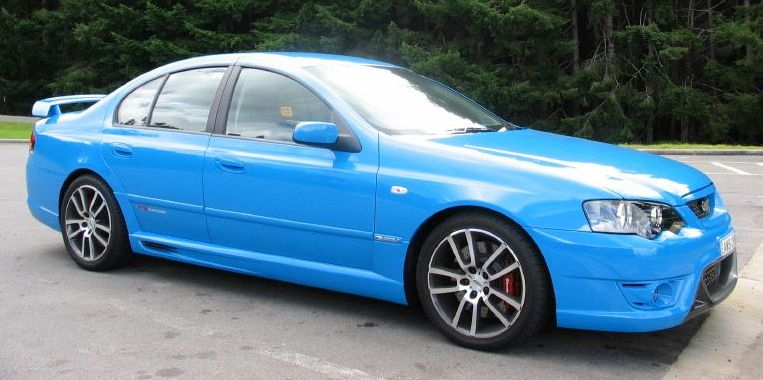
FPV F6 Typhoon (2005)

Das Programm wurde für das neue Modelljahr erweitert:
- GT (Limousine)
- GT-P (Limousine)
- Pursuit (Ute)
- Super Pursuit (Ute)
- F6 Typhoon (Limousine)
- F6 Tornado (Ute)

GT, GT-P und Pursuit erhielten neue Zierstreifen und ein Sechsganggetriebe vom Typ Tremec T56, der GT-P darüber hinaus Fünfspeichen-Aluminiumräder in der Größe 19 Zoll. Neu waren der F6 Typhoon und der F6 Tornado.
Typhoon und Tornado wurden von einer Turboversion des Ford Barra-Reihensechszylinders aus dem Ford Falcon angetrieben. Dieser vier Liter große Motor mit zwei obenliegenden Nockenwellen, 24 Ventilen und variabler Ventilsteuerung kam auf 270 kW (367 PS) bei 5250 min−1 und 550 Nm bei 2000–4250 min−1 – der bislang höchste Drehmomentwert, den je ein australischer Motor erreichte. Lieferbar war ausschließlich das T56-Sechsganggetriebe. Aufgrund von Problemen mit der zugelieferten Zweischeibenkupplung liefen im Modelljahr 2004 nur eine sehr geringe Anzahl an F6-Modellen vom Band. Ford stoppte die Produktion vorübergehend und rüstete den F6 auf eine verstärkte Zweischeiben-Rennkupplung eines anderen Zulieferers um, die problemlos funktionierte.
Beim Super Pursuit handelte es sich um einen Pursuit mit dem Ausstattungsniveau des GT-P.
Die Motorleistung des Achtzylinders blieb mit 286 kW (389 PS) unverändert, doch sorgten geänderte Kennfelder der Motorsteuerung für eine flachere Drehmomentkurve und geringeren Verbrauch.

### Modelljahr 2006: Serie BF
Das Modellprogramm blieb unverändert:
- GT (Limousine)
- GT-P (Limousine)
- Pursuit (Ute)
- Super Pursuit (Ute)
- F6 Typhoon (Limousine)
- F6 Tornado(Ute)

Die Motoren blieben gegenüber dem Vorjahr unverändert. Alle Modelle hatten das Sechsganggetriebe oder auf Wunsch die neue ZF-Sechsgangautomatik vom Typ 6HP26, die auch Jaguar und BMW verwendeten. Der GT erhielt die zuvor am GT-P verwendeten 19-Zoll-Räder, GT-P- und Super-Pursuit-Räder in neuem Design. Typhoon- und Tornado-Käufer konnten zwischen den bisherigen 18-Zoll-Rädern und neuen 19-Zoll-Rädern mit schwarzlackierten Speichen wählen. Schweller und Spoiler erfuhren an allen Modellen vorsichtige Änderungen.

### Modelljahr 2007: Serie BF Mk II
- GT (Limousine)
- GT-P (Limousine)
- Pursuit (Ute)
- Super Pursuit (Ute)
- F6 Typhoon (Limousine)
- F6 Tornado(Ute)
- Force 6 (Limousine)
- Force 8 (Limousine)

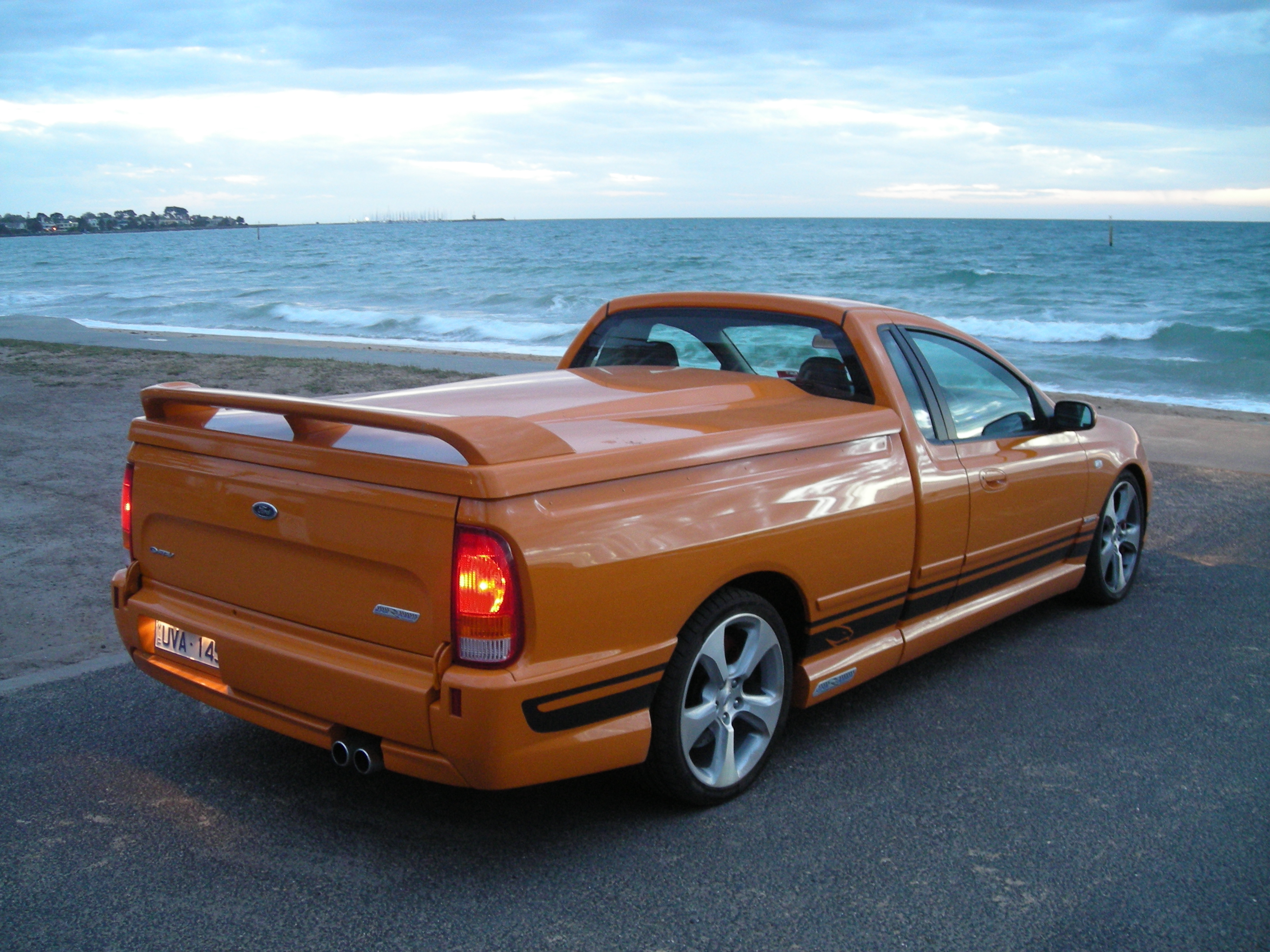
FPV Super Pursuit

Ab Herbst 2006 wurde das Modellprogramm um die Force-Modelle ergänzt, die sich durch eine umfangreichere Ausstattung, unter anderem Lederinterieur und ZF-Sechsgangautomatik, auszeichneten. Der 5,4-Liter-V8 leistete jetzt offiziell 290 kW (394 PS).

## Fahrleistungen
- FPV Falcon GT
  - 0–100 km/h: 5,9 Sekunden
  - 400 Meter mit stehendem Start: 14,1 Sekunden, Endgeschwindigkeit 165 km/h
  - Höchstgeschwindigkeit: 255 km/h

- FPV F6
  - 0–100 km/h: 5,4 Sekunden
  - 400 Meter mit stehendem Start: 13,5 Sekunden, Endgeschwindigkeit 175 km/h
  - Höchstgeschwindigkeit: 200 km/h (elektronisch begrenzt)

## Motordaten
- FPV 5,4-Liter Boss 290 V8 (für GT, GT-P, Pursuit, Super Pursuit und Force 8)
  - Leistung: 286–290 kW bei 5500/min (Messungen auf dem Prüfstand ergaben in einigen Fällen bis zu 430 PS)
  - Drehmoment: 520 Nm bei 4500/min

- FPV 4,0-Liter F6 270 Turbo-Reihensechszylinder (für F6 Typhoon, F6 Tornado und Force 6)
  - Leistung: 270 kW  bei 5250/min
  - Drehmoment: 550 Nm bei 2000–4250/min

## Motorsport
FPV legte stets großen Wert auf die Verwandtschaft der Serienmodelle mit den Ford-Tourenwagen, die in der australischen V8-Supercar-Serie antreten. 2003 gründete Ford ein Werksteam unter der Bezeichnung Ford Performance Racing (FPR). Das Team fuhr zumeist nicht um den Sieg mit, erreichte aber gute Platzierungen, so etwa zweite Plätze beim Bathurst-Langstreckenrennen in den Jahren 2003 und 2004. 2003 und 2005 belegten Craig Lowndes und Jason Bright Top-Ten-Plätze in der Meisterschaft. In der Saison 2006 fuhren der vormalige Bathurst-Sieger und Meisterschaftszweite Jason Bright und Mark Winterbottom für FPR. Frühere Piloten waren Craig Lowndes (2003–2004), Glenn Seton (2003–2004), Greg Ritter (2005) und David Brabham (2005).
Angesichts des hohen Budgets des Teams galten die Ergebnisse in den ersten drei Jahren als enttäuschend. 2006 konnte FPR aber etliche Podestplätze und Polepositions herausfahren.